# Zámecký velikán
Zámecký velikán je památný strom ve Spáleném Poříčí v okrese Plzeň-jih v Plzeňském kraji. Jasan ztepilý (Fraxinus excelsior) je dominantním stromem zámeckého párku západně před vstupním průčelím zámku. Obvod jeho kmene ve výšce 1,3 m je 480 cm. Strom je chráněn od roku 2010.